# 三蟠鉄道

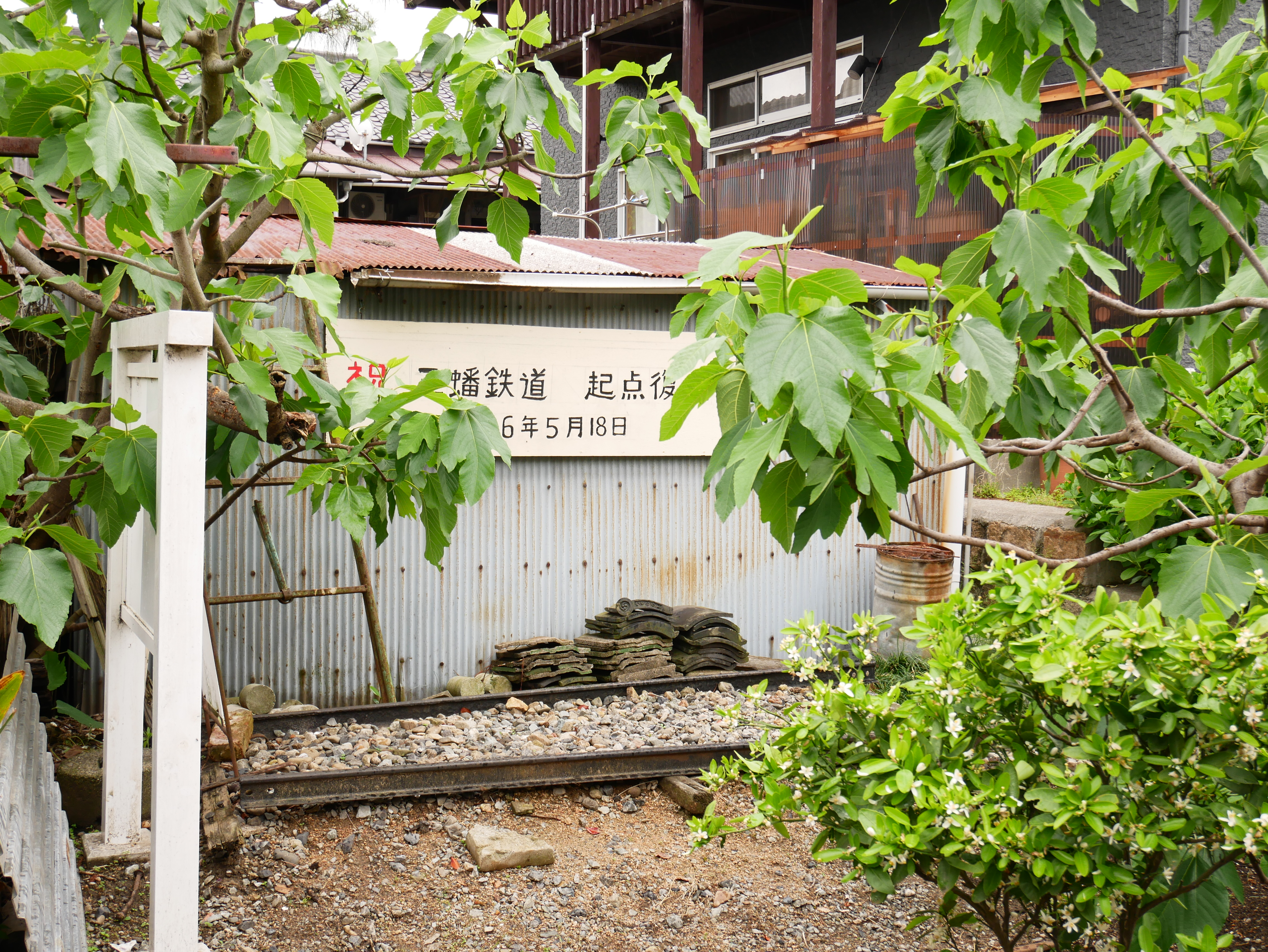
三蟠鉄道の復元された起点

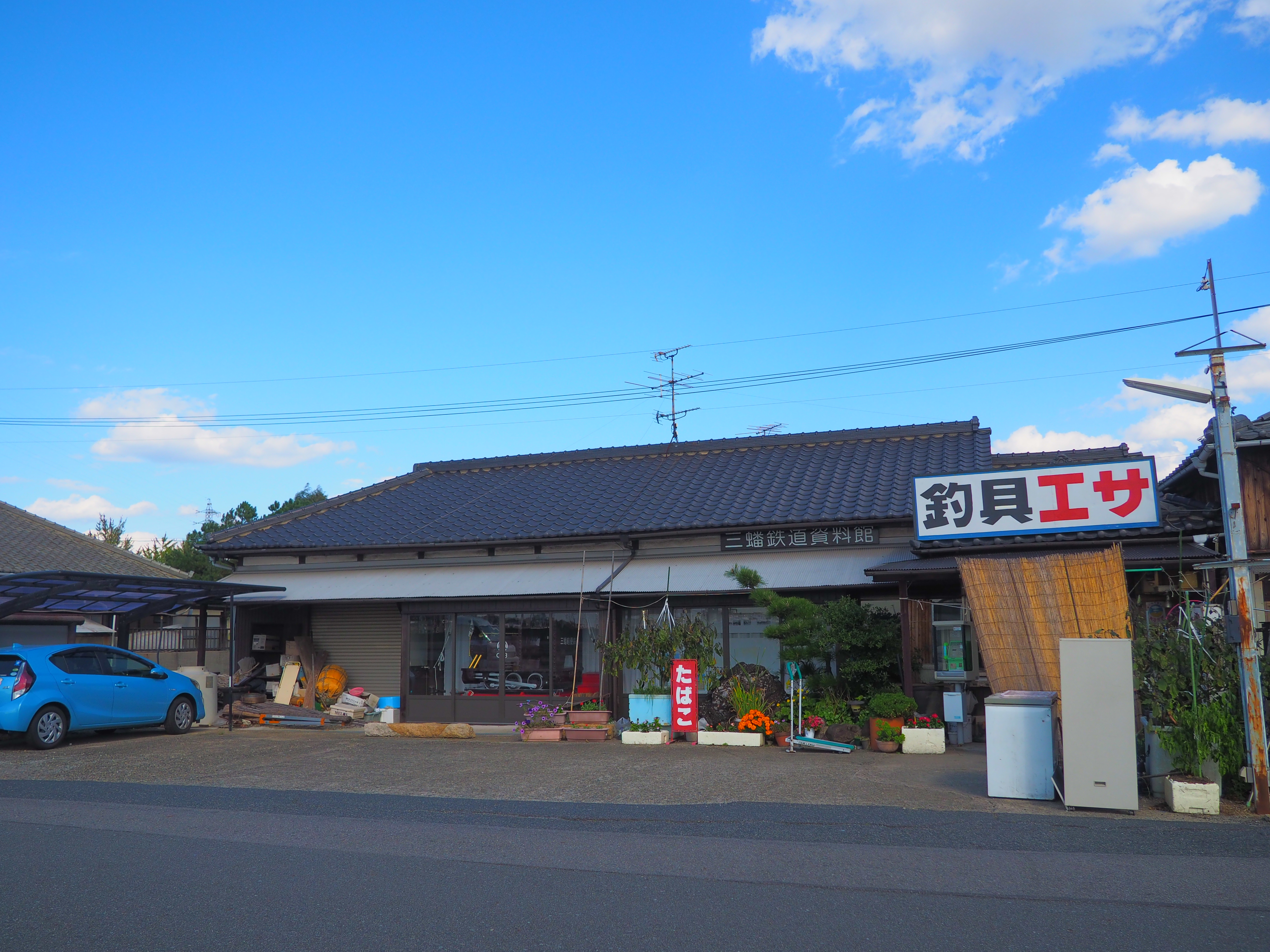
三蟠鉄道記念館

三蟠鉄道（さんばんてつどう）は、かつて岡山県岡山市中区江並にあった三蟠駅から同市中区門田屋敷にあった国清寺駅および同市中区桜橋にあった桜橋駅を結んでいた軽便鉄道である。

## 概要
この鉄道の目的地であった三蟠港は、1692年（元禄5年）に実施された沖新田の干拓事業に伴い建設された。沖新田が一番から九番までの9つの工区に分けて干拓されたことに由来して、明治に入って改称されるまでは三番港という名前であった。岡山市内の京橋港に対する外港として、交通の要衝として長らく繁栄していた。山陽鉄道は1903年（明治36年）3月岡山-高松間に連絡航路を開設し岡山京橋の船着き場から旭川を船で下り三蟠港沖の連絡船玉藻丸へ乗り継いで高松へ向かっていた。しかし旭川の川床は年々浅くなり、特注した浅喫水船旭丸でも、満潮時か増水時を除いて安全運航には支障がでるようになり、欠航の日は岡山より100台を超える人力車が下流の臨時船着き場へ向かっていたと言う。しかし、1910年（明治43年）の宇野港開港と国鉄宇野線の開業により廃止された。三蟠港は対四国連絡の玄関口としての機能を事実上失って地位が低下し始めたことから、その対策として三蟠鉄道の建設が行われた。
その開業が岡山電気軌道との連絡駅となる国清寺からではなく、三蟠 - 桜橋からとなったのはこのためであり、桜橋までの建設となったのも、三蟠から同地に所在する岡山ガスへの石炭の輸送が大きな目的であったためであった。
線路は沖新田の水田の中を直線主体の平坦なルートで敷設され、途中には大きな村落は存在しなかったが、前述の通り桜橋には岡山ガスが所在し、貨物側線も敷設されていた。
1927年（昭和2年）には当時進出してきた乗合自動車（バス）との対抗上費用の節減と運転時間短縮、運転回数の増加を狙い日本車輌製造本店で初の気動車としてフジ1を新造した。さらに翌1928年（昭和3年）には増備車としてフジ2を新造するなど、乗客増に努力したが、肝心の三蟠港が小型内燃機関を搭載した船舶の普及により、水深の浅い旭川の遡航も容易となったため、京橋港の外港としての必要性が急速に低下したことやバスの台頭などから、営業成績が悪化した。兼業として1929年（昭和4年）4月に三蟠駅構内の空き地に水族館を開館したり、同年7月に沿線の宮道海水浴場に食料販売店を開店したりするなどの旅客誘致策をとっていたが、岡山市の都市計画道路（旭東線：現在の岡山県道45号岡山玉野線の一部）の建設に伴い線路用地の提供が求められたこともあって、経営の苦しかった会社は路盤の買い上げに応諾。1931年（昭和6年）に乗客への予告等なく突然休止され、間もなく廃止された。運行期間十数年と短命であった。
なお、廃止前年に蒸気機関車13号機が日本硫黄耶麻軌道部へ譲渡され11号機となり、1941年にC911に改番された後、1953年（昭和28年）に廃車になったが、協三工業に運ばれ、一部部品がディーゼル機関車DC121の下廻りに転用されている（同機はその後猪苗代緑の村に保存されている）。
また、新造間もない2両の気動車は廃止後1933年（昭和8年）になって井笠鉄道へ譲渡され、ジ10・11となっている。
現在も一部の橋台が遺構として残っている。

### 路線データ
廃止時点のもの
- 路線距離（営業キロ）：7.25km
- 軌間：762mm
- 駅数：9駅（起終点駅含む）
- 複線区間：なし（全線単線）
- 電化区間：なし（全線非電化）
- 動力：蒸気・内燃（ガソリン）

## 歴史
- 1913年（大正2年）10月15日 岡山軽便鉄道に対し鉄道免許状下付（岡山市-上道郡三蟠村間）[10][11]
- 1914年（大正3年）2月1日 三蟠軽便鉄道設立[12][13][14]
- 1915年（大正4年）8月11日 三蟠 - 桜橋間開通[15]
- 1923年（大正12年）2月5日 湊 - 国清寺間開通、湊 - 桜橋間廃止
- 1923年（大正12年）4月10日 社名を三蟠鉄道に改称
- 1928年（昭和3年）5月11日 自動車営業開始（岡山-三蟠間 5哩）[16]
- 1929年（昭和4年）4月 三蟠駅構内に水族館を開館[7]
- 1931年（昭和6年）6月15日 旭東線（現・県道岡山玉野線）の道路建設により運行休止
- 1931年（昭和6年）6月28日 全線廃止[17]。三蟠乗合自動車に移行
- 1937年（昭和12年）3月 三蟠乗合自動車が岡山バスに合併
- 1954年（昭和29年）7月 岡山バスが両備バスに合併

## 駅一覧
- 駅名、接続路線の事業者名・所在地などは廃線時のもの。全駅岡山県に所在。
- 列車交換 … ◇・∧：交換可、｜：交換不可

| 駅名     | 駅間営業キロ | 累計営業キロ | 開業日        | 接続路線・備考                       | 列車交換 | 所在地                          |
| -------- | ------------ | ------------ | ------------- | ------------------------------------ | -------- | ------------------------------- |
| 国清寺駅 | -            | 0.0          | 1923年2月5日  | 岡山電気軌道：旭東線（国清寺駅前駅） | ◇        | 岡山市 （現：岡山市中区）       |
| 網浜駅   | 0.8          | 0.8          | 1923年2月5日  |                                      | ｜       | 岡山市 （現：岡山市中区）       |
| 桜橋駅   | 0.3          | 1.1          | 1923年2月5日  |                                      | ｜       | 岡山市 （現：岡山市中区）       |
| 湊駅     | 0.5          | 1.6          | 1915年8月11日 |                                      | ｜       | 岡山市 （現：岡山市中区）       |
| 上平井駅 | 0.8          | 2.4          | 1915年8月11日 | 1924年2月1日に上屋敷から改称         | ｜       | 岡山市 （現：岡山市中区）       |
| 下平井駅 | 0.9          | 3.3          | 1915年8月11日 | 1924年2月1日に平井から改称           | ｜       | 岡山市 （現：岡山市中区）       |
| 宮道駅   | 1.1          | 4.4          | 1915年8月11日 |                                      | ◇        | 上道郡三蟠村 （現：岡山市中区） |
| 浜中駅   | 1.3          | 5.7          | 1915年8月11日 |                                      | ｜       | 上道郡三蟠村 （現：岡山市中区） |
| 三蟠駅   | 1.5          | 7.2          | 1915年8月11日 |                                      | ∧        | 上道郡三蟠村 （現：岡山市中区） |

### 廃止駅
- 桜橋駅（初代）：1915年（大正4年）8月11日開業（湊駅から0.7キロ）、1923年（大正12年）2月5日廃止。なお、三蟠鉄道廃止時点で存在していた桜橋駅は湊 - 国清寺間開業時に貨物駅として開業し、1927年（昭和2年）から1929年（昭和4年）頃に旅客営業を開始したものである。

## 輸送・収支実績
| 年度 | 乗客 （人） | 貨物量 （トン） | 営業収入 （円） | 営業費 （円） | 益金 （円） | その他益金 （円） | その他損金 （円）           | 支払利子 （円） | 政府補助金 （円） |
| ---- | ----------- | --------------- | --------------- | ------------- | ----------- | ----------------- | --------------------------- | --------------- | ----------------- |
| 1915 | 54,814      | 836             | 4,683           | 5,286         | ▲ 603       |                   |                             |                 |                   |
| 1916 | 155,315     | 150             | 10,421          | 10,634        | ▲ 213       | 検査改算増額916   | 水運165                     | 3,752           | 3,258             |
| 1917 | 219,684     | 5,541           | 15,094          | 8,269         | 6,825       |                   |                             | 2,464           | 5,407             |
| 1918 | 268,250     | 12,817          | 18,908          | 13,778        | 5,130       |                   | 水運779                     | 1,550           | 4,899             |
| 1919 | 298,237     | 19,240          | 26,973          | 18,871        | 8,102       |                   | 水運585                     | 1,396           | 1,408             |
| 1920 | 316,306     | 18,638          | 38,596          | 24,341        | 14,255      |                   | 水運316                     | 1,900           | 0                 |
| 1921 | 312,059     | 13,153          | 37,594          | 29,630        | 7,964       |                   |                             |                 | 4,820             |
| 1922 | 271,956     | 12,920          | 36,536          | 30,341        | 6,195       |                   |                             |                 | 7,914             |
| 1923 | 369,895     | 14,997          | 49,931          | 42,365        | 7,566       | 水運614           | 雑損1,651 水運829           | 10,545          | 9,238             |
| 1924 | 389,559     | 14,408          | 54,361          | 39,839        | 14,522      | 水運93            | 雑損42                      | 8,224           | 6,130             |
| 1925 | 388,178     | 14,007          | 48,888          | 38,267        | 10,621      |                   | 雑損72水運11                | 6,668           | 8,704             |
| 1926 | 336,686     | 14,692          | 61,423          | 29,435        | 31,988      |                   | 雑損10,380 償却金4,000      | 6,447           |                   |
| 1927 | 294,925     | 15,424          | 43,879          | 29,469        | 14,410      |                   | 雑損219                     | 5,822           |                   |
| 1928 | 266,417     | 15,449          | 44,008          | 29,008        | 15,000      |                   | 雑損償却金328 自動車1,720   | 6,631           |                   |
| 1929 | 294,347     | 14,908          | 44,870          | 28,673        | 16,197      |                   | 償却金291 水族館自動車2,403 | 7,385           |                   |
| 1930 | 277,344     | 14,620          | 40,523          | 27,236        | 13,287      |                   | 水族館自動車809             | 7,904           |                   |
| 1931 | 85,686      | 7,878           | 14,556          | 11,304        | 3,252       |                   | 自動車522                   | 3,819           |                   |

- 鉄道院年報、鉄道院鉄道統計、鉄道省鉄道統計資料、鉄道統計資料各年度版